# Malört
Äkta malört, bitter malört, eller bara malört (Artemisia absinthium), är en art i släktet malörter (Artemisia) och familjen korgblommiga växter. Den beskrevs av Carl von Linné i Species plantarum 1753.
Arten är högväxt, silvergrå och mycket aromatisk, och återfinns över stora delar av norra halvklotet. Den är en gammal kultur- och medicinalväxt som odlades redan i det gamla Egypten, och som bland annat använts som malmedel, magstärkande medel och spritkrydda. Den är nära släkt med gråbo (A. vulgaris), dragon (A. dracunculus) och åbrodd (A. abrotanum).

## Beskrivning
Malört är en högväxt, flerårig och mycket aromatisk ört. Den kan bli mer än meterhög, men inte fullt så hög som släktesfränden gråbo (A. vulgaris). Stjälkar och jordstam är mycket sega; stjälkarna är styvt upprätta och rikt förgrenade. Bladen är dubbelt parflikiga, med platta, trubbiga flikar. De har en mjuk, silvergrå behåring både ovanpå och undertill, vilket ger dem en grågrön färg. Hela växten smakar bittert, och vid gnidning avger bladen en stark och angenäm doft.
Blomkorgarna är små, talrika och halvklotformade, och hänger i greniga klasar i toppen på stjälken och i grenspetsarna. Korgarna har gråludna holkfjäll, och blommorna är mer klargula än hos gråbon. Blomningen sker i juli–augusti. Frukten är päronformad.

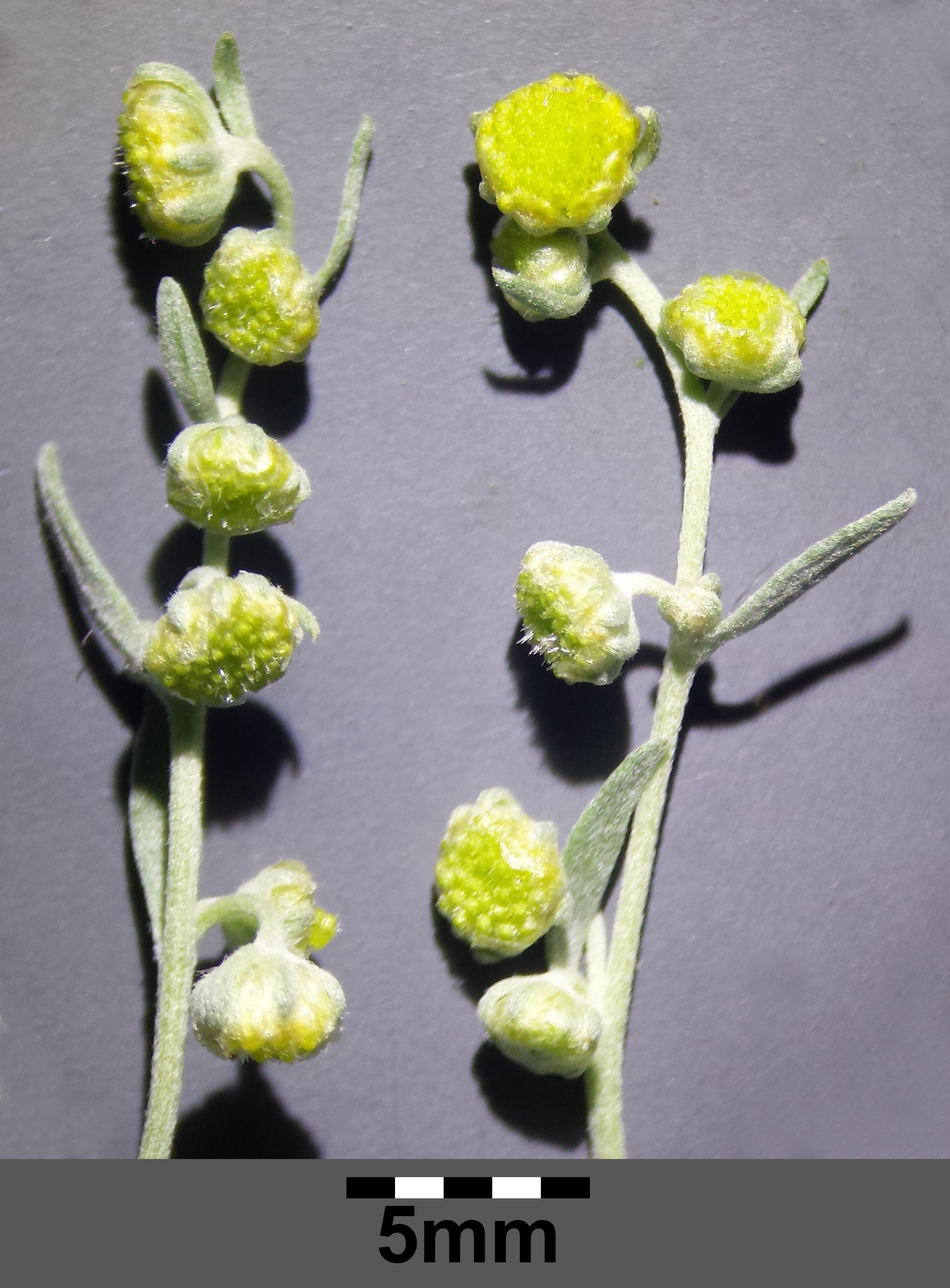
Blomkorgar.
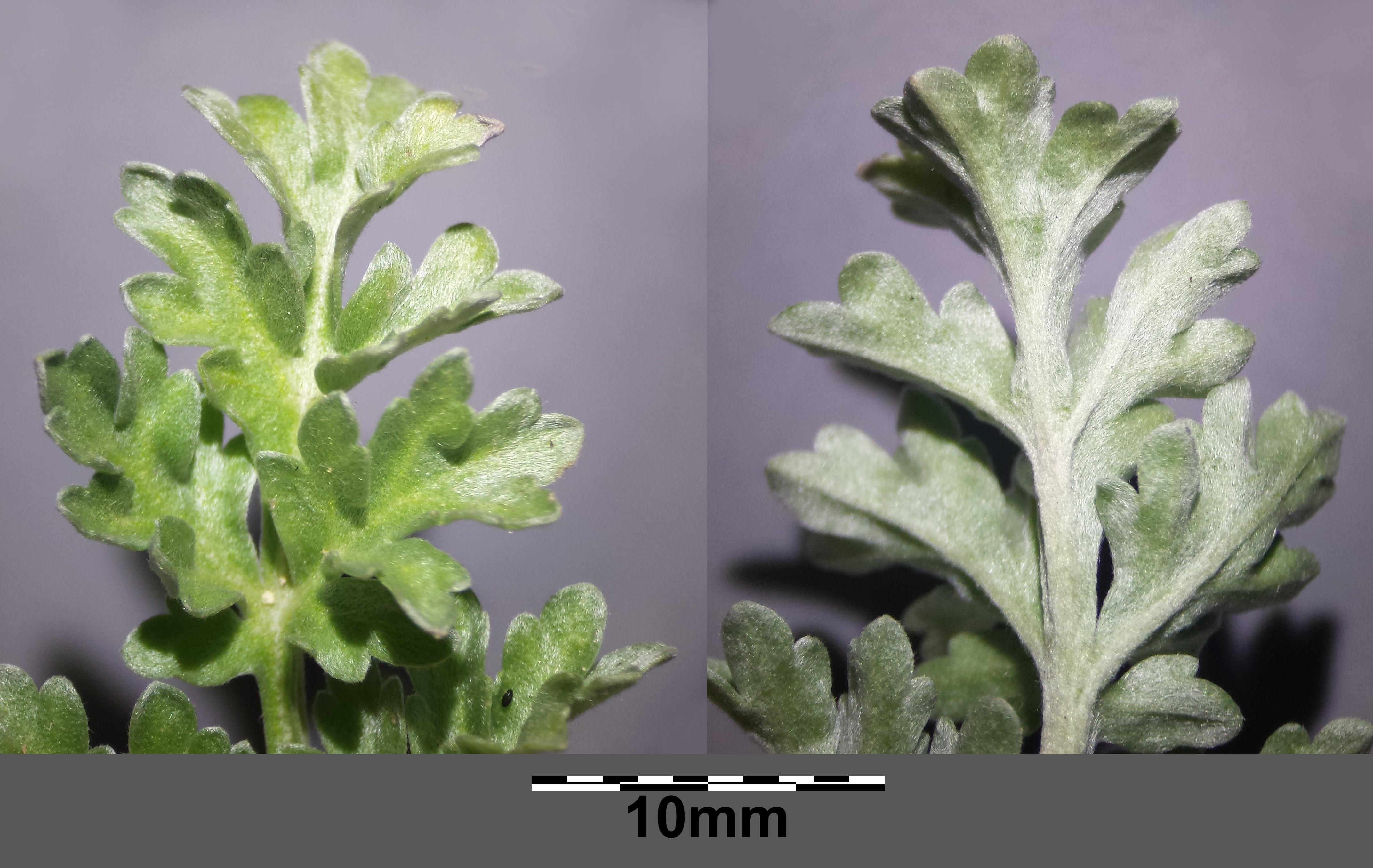
Blad, ovan- och undersida.
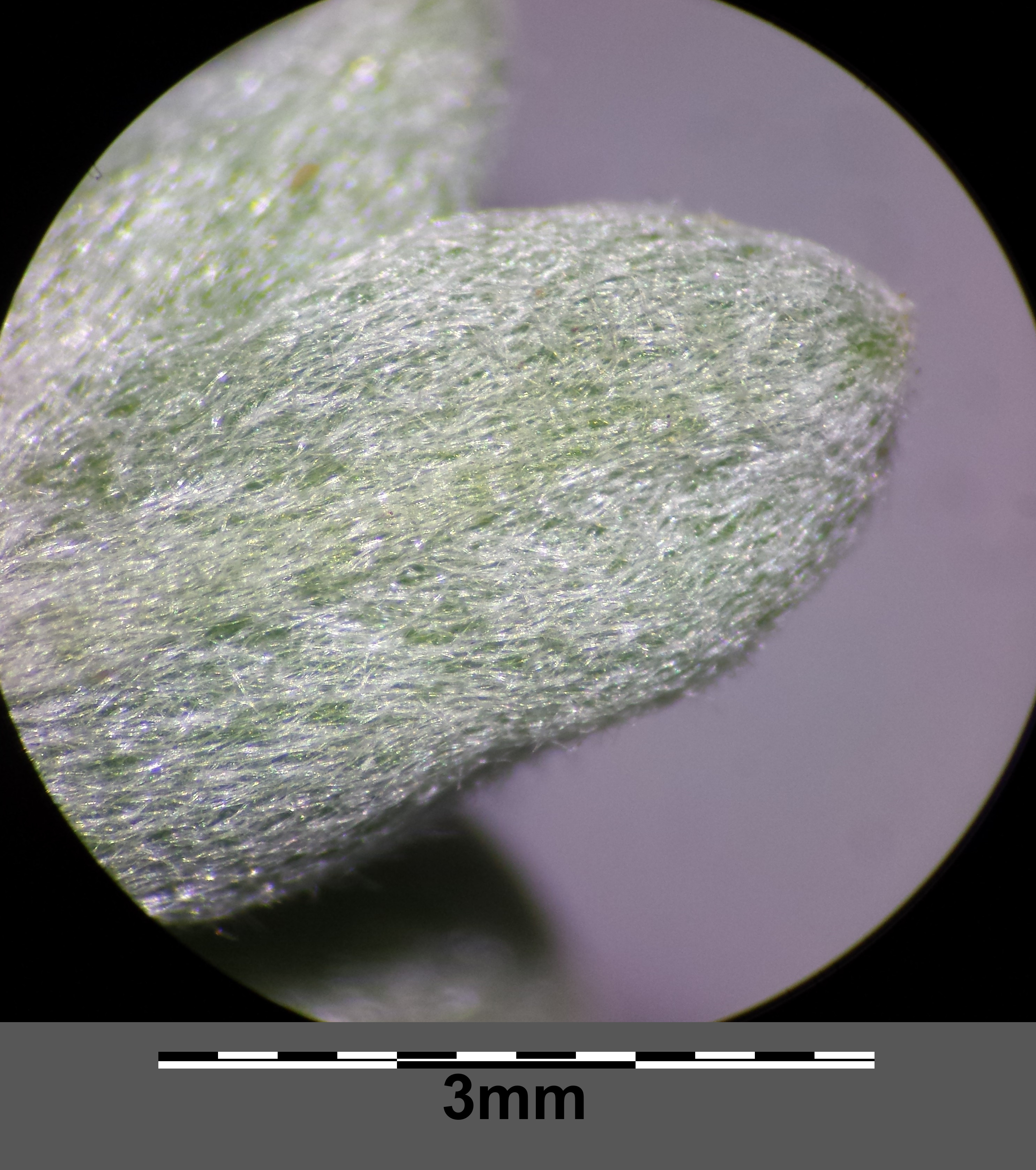
Bladens undersida är full av små hår.

## Utbredning
Malörten är ursprunglig i kontinentala Europa, i Nordafrika och i stora delar av Asien, och är införd i Nord- och Sydamerika, östra och södra Asien och Australien.
Till Norden är den från början införd som medicinalväxt, men sedan länge helt naturaliserad. I Sverige återfinns den främst i Götaland och Svealand; den är mindre allmän från Skåne till Gästrikland och blir norr därom sällsynt upp till Jämtland och längs kusten upp till Norrbotten. Första fynduppgiften i Sverige är från Olof Rudbecks verk Catalogus plantarum (1658), men växten är känd i landet sedan medeltiden.

## Habitat
I Sverige återfinns malörten som förvildad främst på näringsrika, torra, sandiga och varma platser nära bebyggelse, i synnerhet på skräp- och ruderatmark, såsom på gårdar, i vägkanter och vid hamnar. Ibland kan den också påträffas långt från bebyggelse, till exempel på öar i Mälaren eller på fågelskär i Östersjön. Malörten har gått tillbaka påtagligt i Sverige under 1900-talet, och de gårdar där den växer blir allt färre.

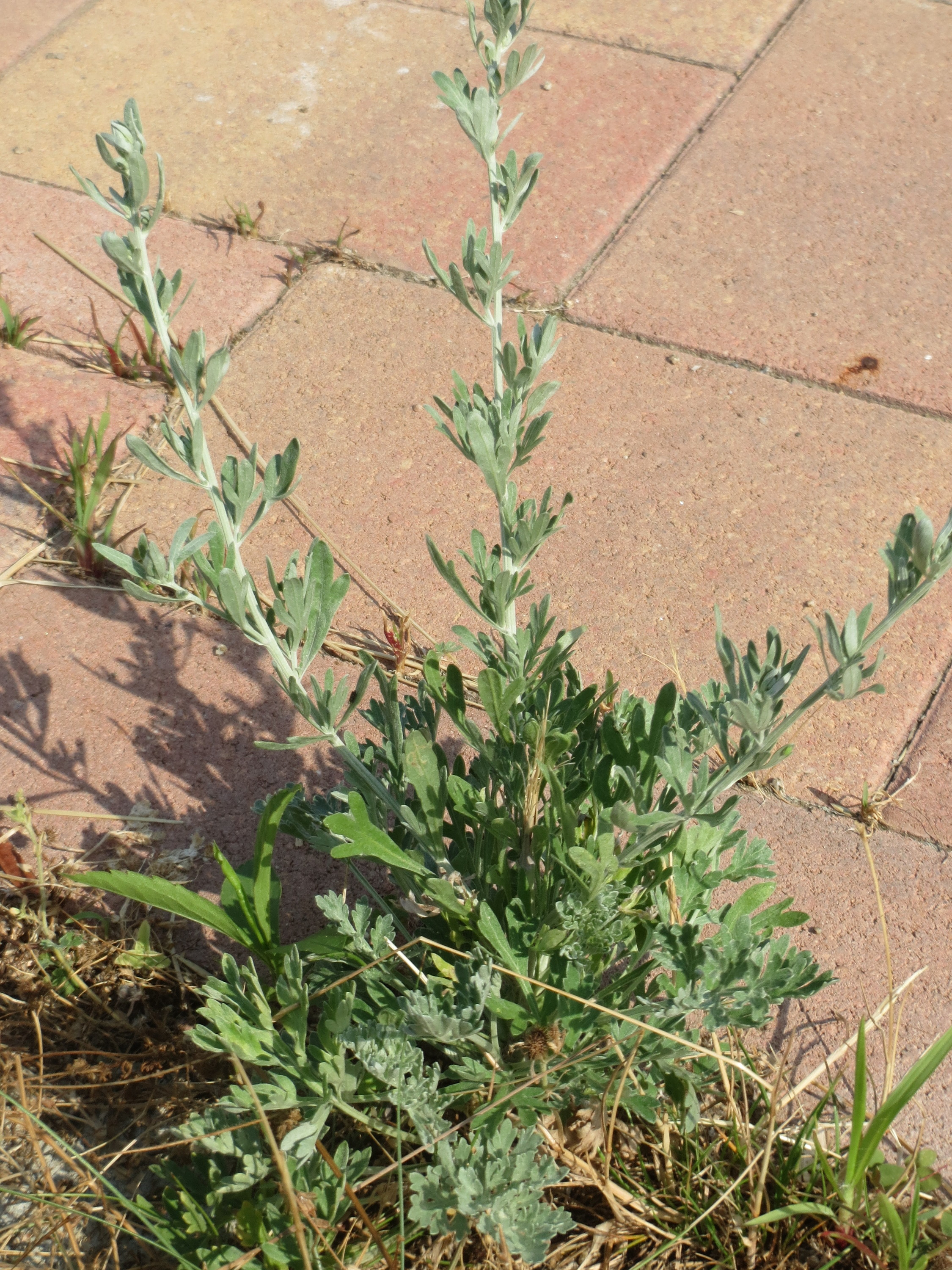
På ruderatmark i Hockenheim, Tyskland.
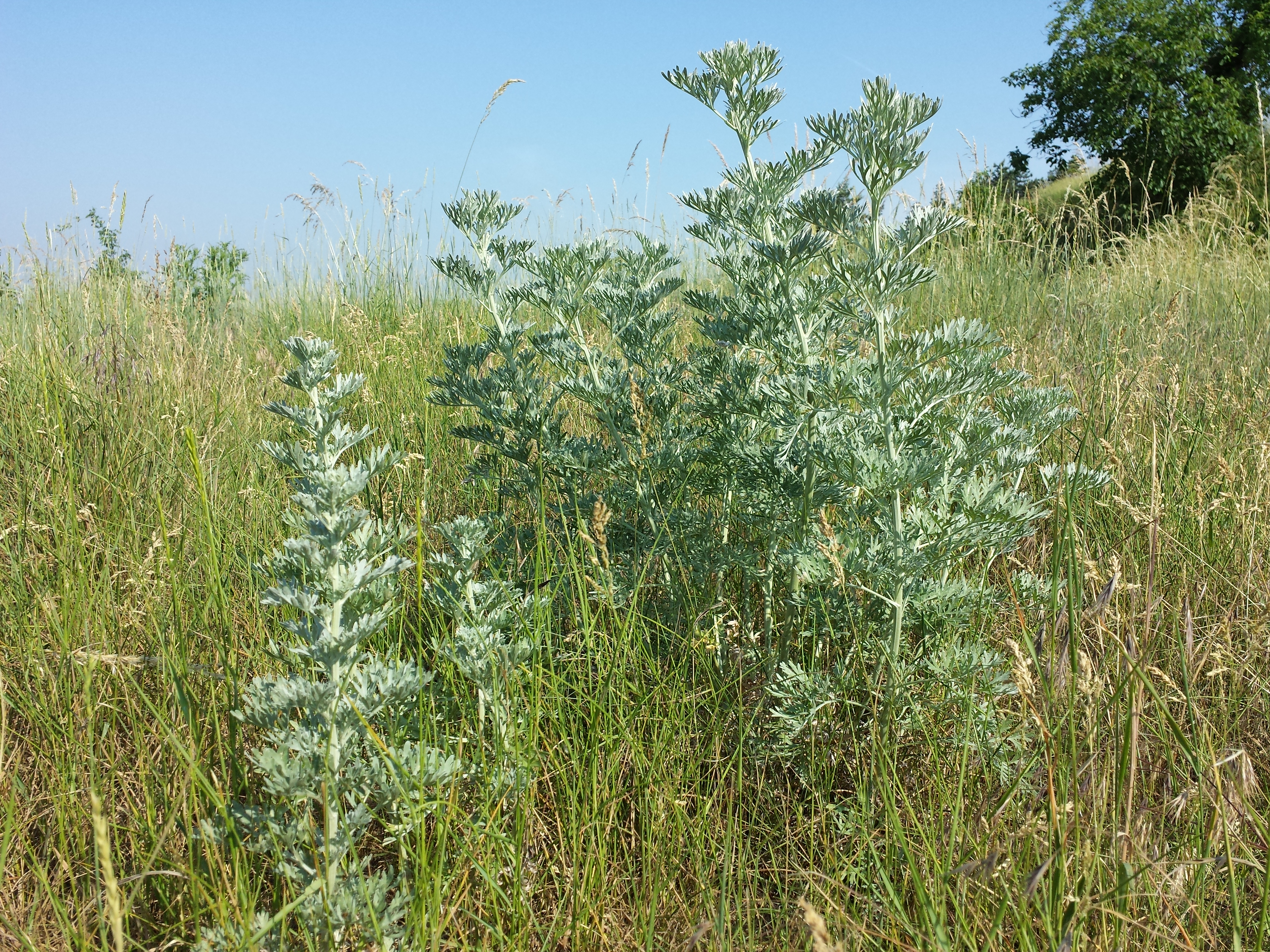
På en halvtorr äng i Ziersdorf, Österrike.
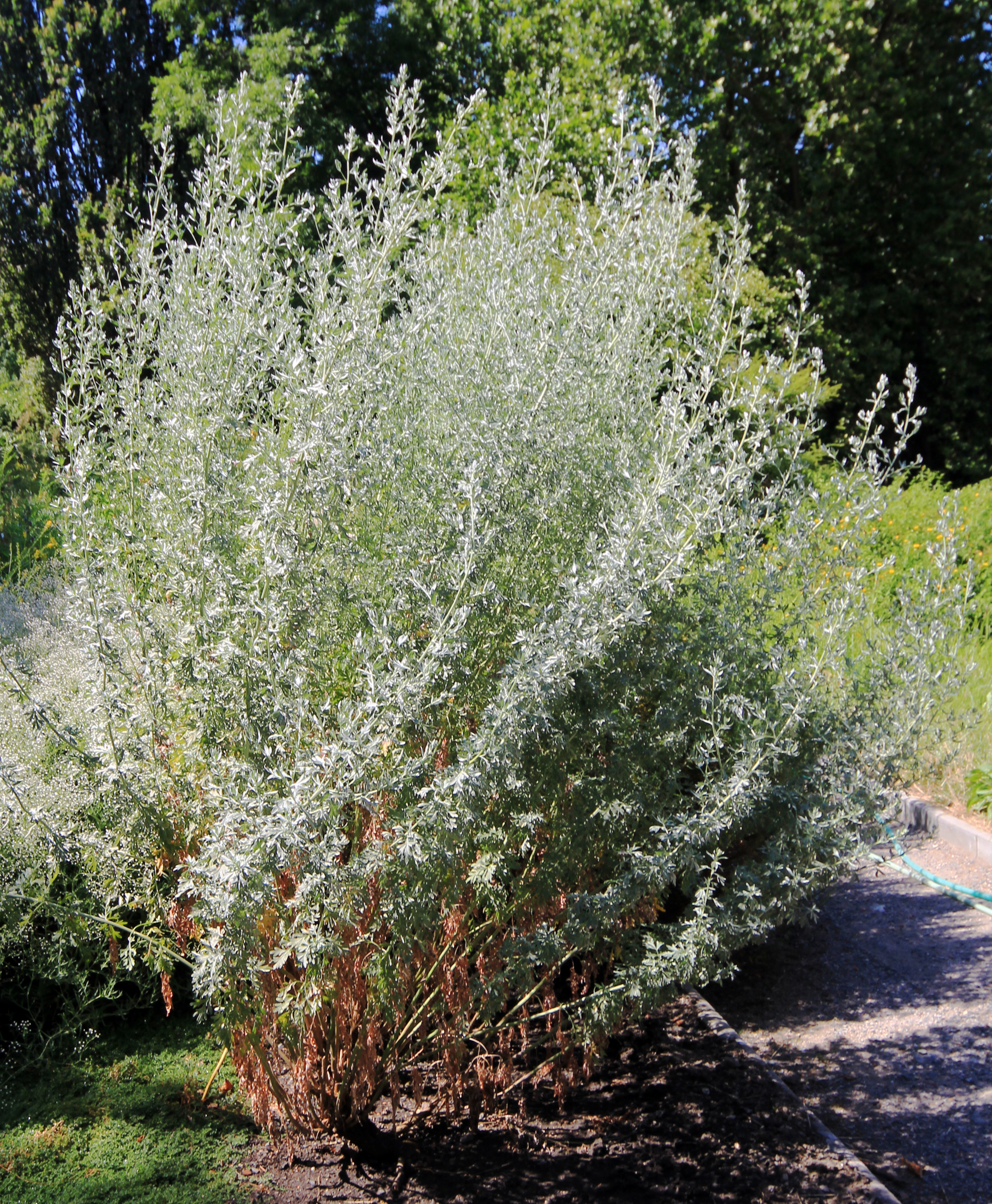
Odlad i botaniska trädgården i Prag, Tjeckien.
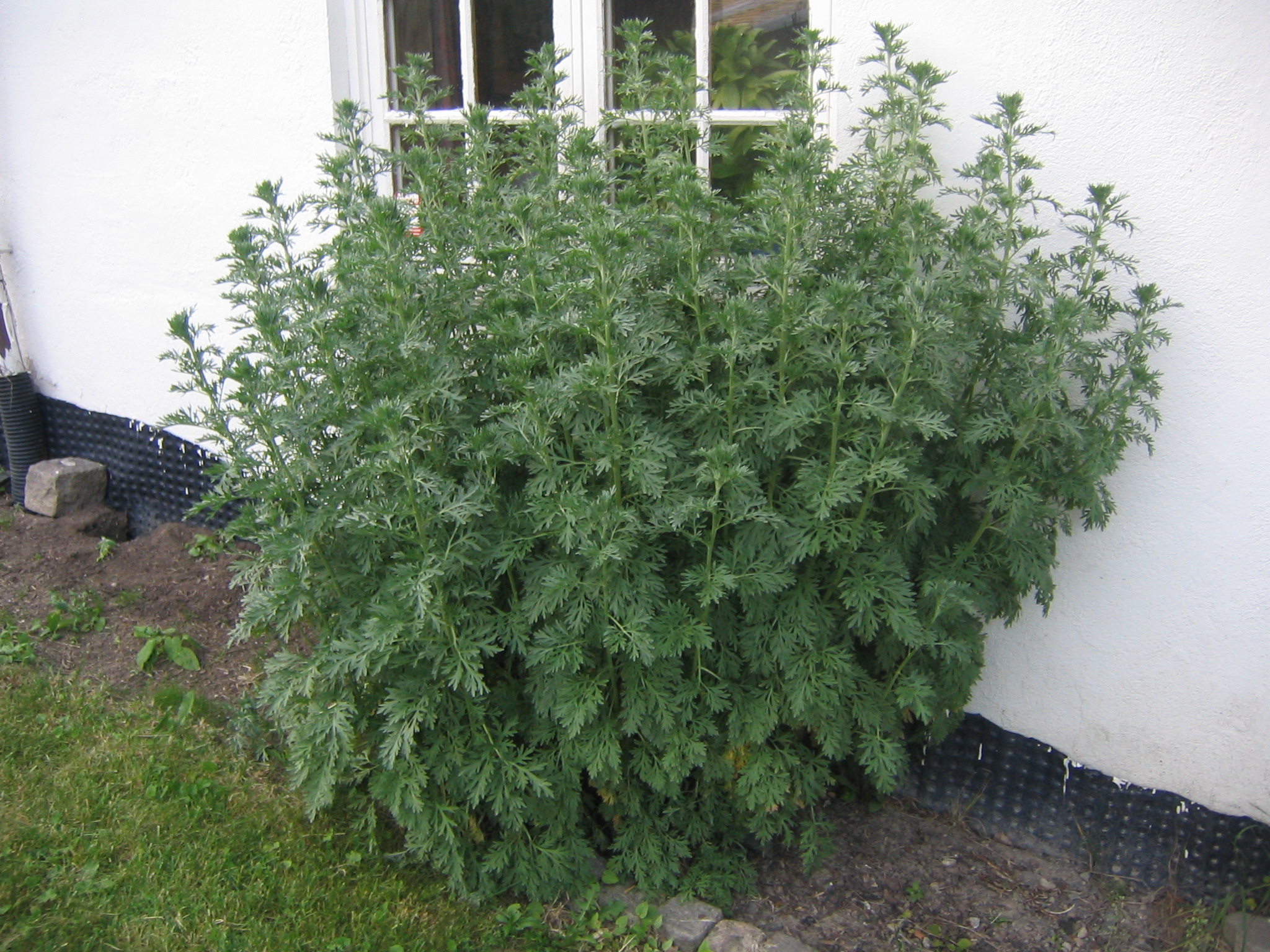
Som trädgårdsväxt.

## Användning
Malörten är en gammal kulturväxt som odlades redan i det gamla Egypten. Den har använts som medel mot skadeinsekter, däribland mal, varifrån det svenska namnet kommer. Som läkeört har den även använts mot epilepsi, kolera och malaria, samt som mag- och maskmedel. Den ska även ha ansetts skydda mot onda makter. Extrakt av malört kallades i farmakopén för Summitates Absinthii.
Nutida användning av växten är bland annat i olika "magstärkande" medel samt som krydda i brännvin (bitter, bäsk), likörer och andra spritdrycker, som vermouth och absint.

### Giftighet
Växten innehåller tujon. I små doser fungerar detta ämne stimulerande, men i större doser är det giftigt, och även mindre doser av örten har visat sig kunna orsaka nervsjukdom, konvulsioner eller sömnsvårigheter. Bara doften av malört kan hos vissa orsaka huvudvärk.

## Namn
Släktesnamnet Artemisia syftar på Artemis, som i den grekiska mytologin bland annat var barnbördens gudinna. Anledningen var att flera artemisarter i folkmedicin använts som bot vid olika kvinnosjukdomar. Artepitetet absinthium kommer av grekiska absinthos med betydelsen 'beskt men nyttigt', och syftar på den bittra smaken. Det svenska namnet "malört" syftar på örtens påstådda förmåga att skydda kläder mot mal.